# Carl-Axel Söderström
Carl-Axel Söderström , född 23 december 1893 i Korsnäs i Stora Kopparbergs församling, Kopparbergs län, död 27 november 1976 i Nyköping, var en svensk fotograf och laboratoriechef.
Söderström utbildades till fotograf vid Pathé Frères filial i Stockholm, han anställdes som laboratoriechef vid Christiania Film Co. 1917-1918, och som fotograf vid Skandinavisk Filmcentral 1919-1920. Han arbetade därefter vid Svensk Filmindustri.
Den 25 november 1923 vigdes Söderström i Tyska kyrkan med fröken Gertrud Martha Vahl (född 5 februari 1897 i Berlin), dotter till en tysk konditor, som 1899 emigrerade till Sverige med sin fru och deras sex barn.
Under Clärenore Stinnes första jordenruntresa med bil (en Adler Standard 6) 1927-1929 medföljde Carl-Axel Söderström som fotograf. Färden dokumenterades i en bok som i svensk utgåva hade titeln 5,000 mil i bil: Två år vid ratten på färd jorden runt.
1930 skildes Söderström och hans fru, och Martha Söderström dog 1985 utan bröstarvingar.
I december 1930 vigdes Söderström och Stinnes och tillsammans fick de tre barn.

## Filmfoto
- 1917 – En vinternat
- 1917 – De forældreløse
- 1918 – Vor tids helte
- 1919 – Æresgjesten
- 1919 – Historien om en gut
- 1920 – Baron Olson
- 1924 – Trollebokungen
- 1925 – Skeppargatan 40